# Lahi Brahimaj
Lahi Brahimaj (Jablanica, Kosovo), 26 januari 1970) was een guerrillastrijder en lid van de eenheid Zwarte Adelaars van het Kosovo Bevrijdingsleger tussen 1998 en 1999 in de regio Dukagjin.
Lahi Brahimaj was een directe ondergeschikte en tweede in commando van Ramush Haradinaj, met wie hij samen met Idriz Balaj terechtstond voor het Joegoslavië-tribunaal.
Alle drie werden ze ervan verdacht etnische Serviërs, met de vijand samenzwerende Kosovaarse Albanezen en zigeuners te hebben gemarteld, verkracht, vermoord en verdreven. Balaj en Brahimai werden als handlangers van Haradinaj beschouwd. Alle drie beweerden ze onschuldig te zijn. Brahimaj werd op 3 april 2008 tot zes jaar gevangenisstraf veroordeeld, terwijl Haradinaj en Balaj vrijgesproken werden.